# Schlacht bei Buxy
Die Schlacht bei Buxy fand am 14. März 1471 am Ufer der Corne in der Nähe von Buxy bei Chalon-sur-Saône statt. Es standen sich Truppen Karls des Kühnen, Herzog von Burgund, und des Königs Ludwig XI. gegenüber. Die Schlacht endete mit einem französischen Sieg.

## Verlauf
Im Dezember 1470 hatte Ludwig XI. den Frieden von Péronne aufgekündigt und ging nun gegen Karl den Kühnen zum Angriff über. Seine Truppen fielen in Burgund ein und belagerten Buxy, während die Burgunder versuchten, die Belagerung aufzuheben.
Je nach Quelle wurden die Truppen des Herzogs von Jean II. de Neufchâtel–Montaigu oder Claude de Montaigu kommandiert, letzterer fiel in der Schlacht. Nach Benoît Maillard (der nach eigenen Angaben zwei Brüder auf der einen und einen auf der anderen Seite hatte), wurden die königlichen Truppen von vier Adligen befehligt: den Grafen von Auvergne (Louis I. de Bourbon, comte de Montpensier), Périgord (Alain d’Albret) und Comminges (Jean de Lescun), sowie Rauffet de Balsac, Seneschall von Beaucaire, der 4000 Francs-archers ins Feld führte. Die französische Seite verfügte über 6000 Mann, davon 1400 Lanzierer. Maillard berichtet darüber hinaus, dass die Archers vier Stunden dem Gegner standhielten, bevor ihnen Ritter zu Hilfe kamen, die die Burgunder innerhalb von zwei Stunden bezwangen. Allerdings leistet sich Maillard in seinem Bericht offensichtliche Fehler: zum einen vertut er sich beim Datum um vier Jahre, zum anderen verlegt er die Schlacht an einen Ort Bussy im Charolais.
Die Höhe der französischen Verluste ist nicht bekannt, die der burgundischen schwankt je nach Quelle stark: die Burgunder selbst geben etwa 30 an, die Franzosen 1500 – und bei Maillard werden 5000 genannt.
Obwohl beide Seiten den Sieg für sich beanspruchten, ist sicher, dass die Franzosen Herr auf dem Schlachtfeld blieben, obwohl Jean de Neufchatel erklärte, sich erst mit Einbruch das Nacht zurückgezogen zu haben. Aufgrund seines Rückzugs drohte ihm der Ausschluss aus dem Orden vom Goldenen Vlies, doch wurde die Anklage gegen ihn wieder fallen gelassen.
Die königlichen Truppen eroberten Buxy, zogen sich dann aber nach und nach aus dem Burgund zurück. Am 19. März wurde in Amiens ein Waffenstillstand unterzeichnet, der aber erst am 4. April wirksam werden sollte, so dass die Kämpfe in der zweiten Hälfte des März noch fortgesetzt wurden.